# Z2 (Gruppe)
Die zyklische Gruppe vom Grad 2 ({\displaystyle \mathbb {Z} _{2}} oder {\displaystyle C_{2}}) ist die kleinste nichttriviale Gruppe in der Gruppentheorie und damit die kleinste endliche einfache Gruppe. Sie ist  isomorph zur symmetrischen Gruppe {\displaystyle S_{2}}, zur ersten Diedergruppe {\displaystyle D_{1}} und zur orthogonalen Gruppe {\displaystyle O(1)} im Eindimensionalen.

## Eigenschaften
Da die Gruppe abelsch ist, schreibt man die Verknüpfung gerne additiv mit 0 als neutralem Element und 1 als dem zweiten Element der Gruppe. Diese Schreibweise wird durch Herkunft als Faktorgruppe {\displaystyle \mathbb {Z} _{2}} der additiven Gruppe der ganzen Zahlen {\displaystyle \mathbb {Z} } nahegelegt.
Die Verknüpfungstafel dieser Gruppe lautet:
| {\displaystyle +} | 0 | 1 |
| ----------------- | - | - |
| 0                 | 0 | 1 |
| 1                 | 1 | 0 |

Die Operation dieser Gruppe kann mannigfaltig interpretiert werden, wie zum Beispiel als XOR-Verknüpfung. Eine multiplikative Sicht ergibt sich daraus, dass die Gruppe {\displaystyle \{1,2\}} der invertierbaren Elemente des endlichen Körpers {\displaystyle \mathbb {Z} _{3}=\{0,1,2\}} isomorph zu {\displaystyle \mathbb {Z} _{2}} ist, man erhält folgende multiplikative Verknüpfungstafel, bei 1 das neutrale Element ist:
| {\displaystyle \cdot } | 1 | 2 |
| ---------------------- | - | - |
| 1                      | 1 | 2 |
| 2                      | 2 | 1 |

Eine weitere Realisierung erhält man als Einheitengruppe des Ringes {\displaystyle \mathbb {Z} }. Diese ist {\displaystyle \{-1,1\}\subset \mathbb {Z} } und man erhält die Verknüpfungstafel
| {\displaystyle \cdot } | 1  | −1 |
| ---------------------- | -- | -- |
| 1                      | 1  | −1 |
| −1                     | −1 | 1  |

Die zyklische Gruppe vom Grad 2 ist die einzige Gruppe mit der Ordnung 2.

## ℤ2als Untergruppe
- Das direkte Produkt der zyklischen Gruppe vom Grad 2 mit sich selbst ergibt die Kleinsche Vierergruppe: {\displaystyle \mathbb {Z} _{2}\times \mathbb {Z} _{2}=V_{4}}.
- Das direkte Produkt abzählbar vieler dieser Gruppen ergibt die Cantorgruppe.
- Die symmetrische Gruppe {\displaystyle S_{3}} enthält drei zur Gruppe {\displaystyle \mathbb {Z} _{2}} isomorphe echte Untergruppen.

## Darstellungen
Jede nichttriviale Darstellung der {\displaystyle \mathbb {Z} _{2}} bildet das nichttriviale Element auf eine Involution ab, umgekehrt definiert jede lineare Involution eine Darstellung der {\displaystyle \mathbb {Z} _{2}}.
Im Fall reeller Vektorräume ist jede lineare Involution eine Spiegelung, die Darstellungen der {\displaystyle \mathbb {Z} _{2}} entsprechen also den Spiegelungen an Untervektorräumen beliebiger Dimension.

## ℤ2als Körper
Die Gruppe {\displaystyle \mathbb {Z} _{2}=\{0,1\}} mit der oben angegebenen Verknüpfung + ist die additive Gruppe eines Körpers. Die dazu nötige Multiplikation auf {\displaystyle \mathbb {Z} _{2}} ist durch die Verknüpfungstafel
| {\displaystyle \cdot } | 0 | 1 |
| ---------------------- | - | - |
| 0                      | 0 | 0 |
| 1                      | 0 | 1 |

gegeben. Die beiden Verknüpfungen {\displaystyle +} und {\displaystyle \cdot } zusammen machen {\displaystyle \mathbb {Z} _{2}} zu einem Körper, den man dann nach dem englischen Wort field für Körper gerne mit {\displaystyle F_{2}} oder {\displaystyle \mathbb {F} _{2}} bezeichnet.
Es ist zu beachten, dass {\displaystyle \mathbb {Z} _{2}} zusammen mit dieser Multiplikation keine Gruppe bildet, da es für 0 kein inverses Element gibt. 